# Dheepa (cràter)
Dheepa és un cràter d'impacte en el planeta Venus de 4,7 km de diàmetre. Porta el nom d'un antropònim hindi, i el seu nom va ser aprovat per la Unió Astronòmica Internacional el 2000.